# 2914 Glärnisch
2914 Glärnisch è un asteroide della fascia principale. Scoperto nel 1965, presenta un'orbita caratterizzata da un semiasse maggiore pari a 2,2614865 UA e da un'eccentricità di 0,1298284, inclinata di 2,95548° rispetto all'eclittica.